# 警固公園

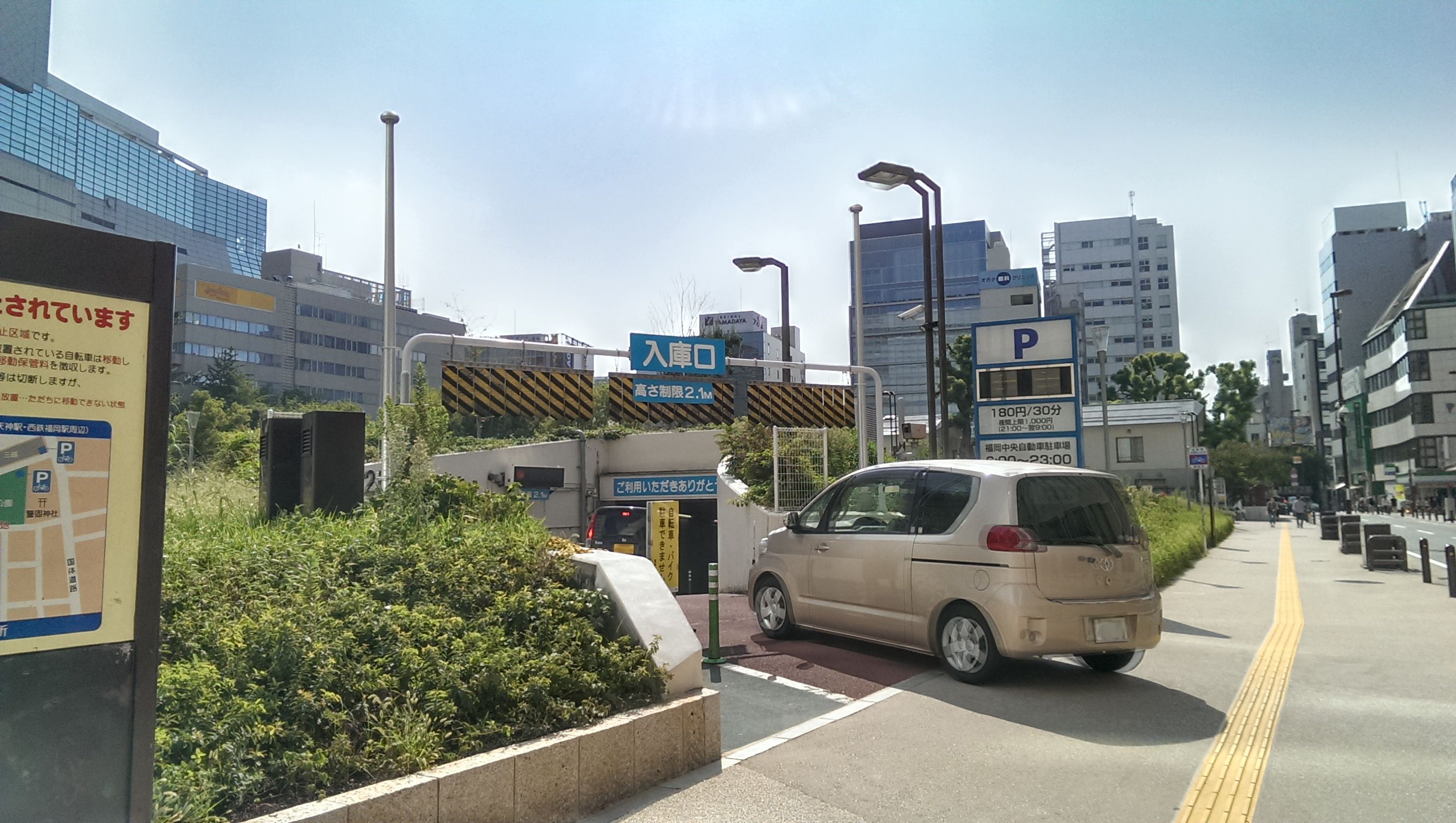
福岡中央自動車駐車場　入庫口

警固公園（けごこうえん）は、福岡県福岡市中央区天神2-2にある公園である。
2011年でのリニューアルにより、2014年度グッドデザイン賞（都市づくり・地域づくり・コミュニティづくり）、2014年度土木学会デザイン賞最優秀賞、2015年度第26回福岡市都市景観賞大賞、2015年度ランドスケープコンサルタンツ協会#CLA賞最優秀賞を受賞している。

## 概要
ソラリアターミナルビル（西鉄福岡（天神）駅）のすぐ裏手（西側）にあり、北側にソラリアプラザ、南側に警固神社が隣接する。
入園料は無料。出入りは自由。
地下には駐輪場と駐車場（福岡中央駐車場・西日本高速道路運営）がある。
警固と名前がつくが住所は天神である。

## 改装工事
昭和26年に開園し現在まで天神の主要な公園のひとつとして多くの市民に親しまれてきたが、施設の老朽化や公園内の見通しの悪さからくる安全性などが指摘され、2012年の春から全面改装工事が行われた。工事は2012年12月に完成し、それまであった池や展望台などは撤去された。「公園内の見通しと動線を確保する防犯効果の向上とともに、周囲に広がる街の景観とにぎわいを警固公園の魅力として取り込む」事を目指し「防犯と景観の両立」をデザインコンセプトに、福岡大学准教授の柴田久らによりデザインがなされた。

### 防犯
また、園内に「警固公園安全安心センター」が設置されている。同施設では交番（天神警部交番）と地域防犯団体等の拠点が併設され公園内外を常時監視・警戒することが可能になり、周辺部の違法駐車や青少年を巻き込んだ犯罪などに対する高い防犯性が期待されている。設置場所は公園北西角付近で、2013年12月に稼働開始した。
毎年、卒業式の時期には、特攻服姿の中学生らが公園内で集会を行い騒動となっていた。2018年のシーズンには、集会対策としてイルミネーションや多くのライトを消灯。警察官20人による警戒が行われたため、特攻服姿の集会は行われなかった。
一方で、2021年頃から家庭に居場所がない若者が本園にたむろするようになり、そのような若者が「警固界隈」と呼ばれるようになっている。

### 迷惑行為
改装後により防犯性は向上したがスケートボード利用者も増加し苦情が寄せられたため、走行を妨害するマットを敷いている(2019年現在、スケートボードや自転車の使用は禁止されている)。またごみの放置も増加したため管理費は他の公園の10倍以上かかっている。

## 使用制限
- 2021年、新型コロナウイルス感染症の拡大に伴い飲食店の営業が制限されると、公園内で飲酒を行う者が増加。同年5月12日から通路部分を除いて柵で閉鎖し、立ち入りを制限する措置がされた。7月12日にはまん延防止措置の解除に伴い柵の撤去が行われたが、感染の再拡大に伴い8月1日から再び閉鎖措置がなされた[8]。
- 2023年は、10月28日から10月31日まで、ハロウィンにおける騒乱対策として夜間閉鎖を行った。

## イベント

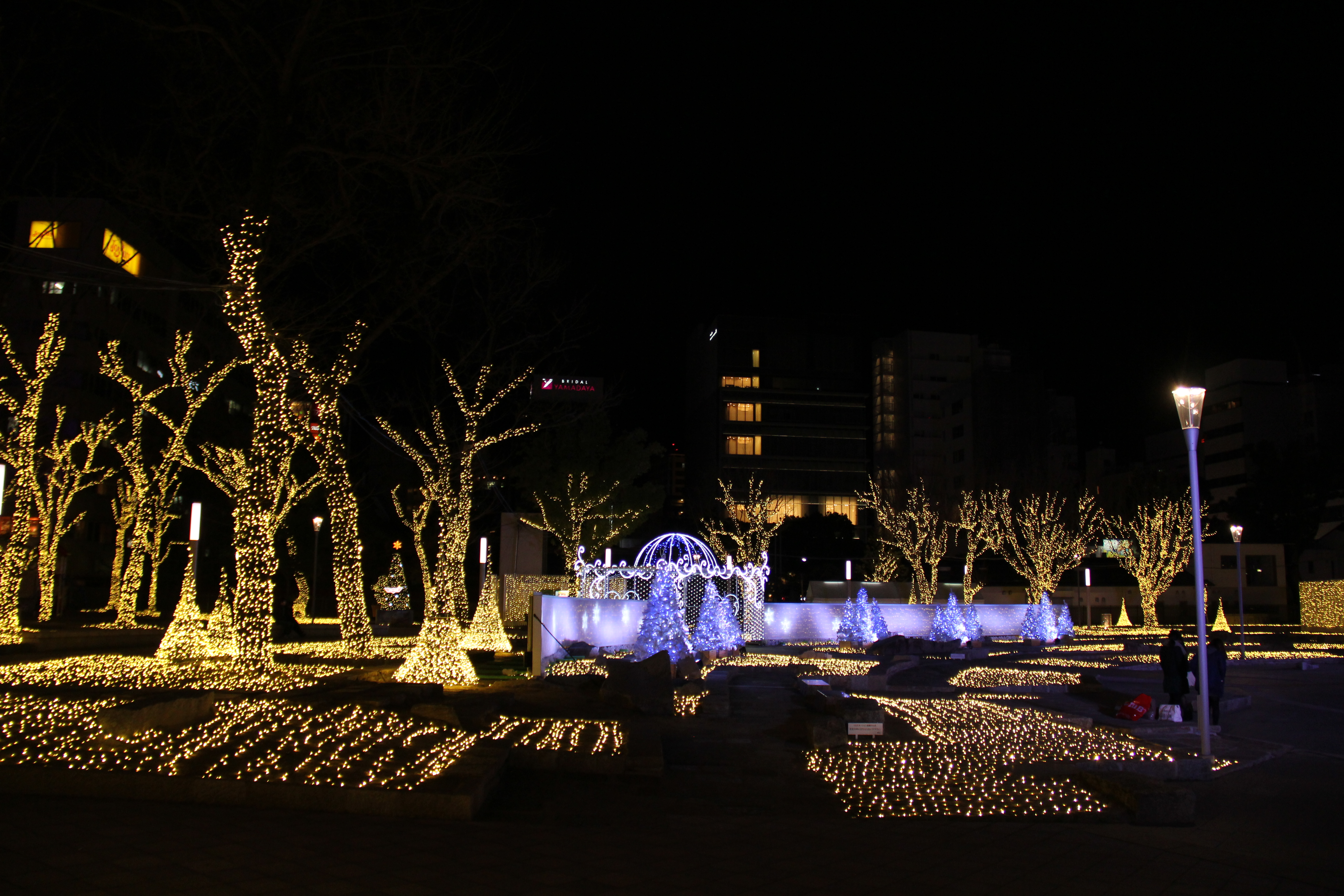
「天神ヒカリスクエア」開催時のイルミネーション

- 10月に天神周辺地区全域で開催されるミュージックシティ天神の会場のひとつ。
- クリスマスシーズンには「天神ヒカリスクエア」としておよそ30万球の電飾を使用したイルミネーションで公園が彩られる。スケートリンクやメリーゴーランド等が設置されていた時期もあった。

## 福岡中央自動車駐車場
福岡中央自動車駐車場は警固公園地下にある駐車場である。福岡市が設置し、西日本高速道路九州支社が管理する都市計画駐車場である。都市計画上では『都市計画駐車場「福岡第一自動車駐車場」』の名称で運用されている。
構造は鉄筋コンクリート造地下 2 階建てで面積は約 5,710 ㎡、計画駐車台数は244台。
天神地区 の駐車場不足による路上駐車対策として、福岡市が当時の日本道路公団に建設を陳情し、建設の運びとなった。1963年（昭和38年）12月14日に都市計画が決定し、1966年（昭和41年）4月6日に開業した。
警固公園地下に設置されているため利便性が高い一方、入出庫する車と歩行者との交錯や満車時の入庫待ち渋滞が課題となっているほか、福岡市は、都心部への自動車交通を削減・抑制する政策を打ち出している。また、占用者・指定管理者である西日本高速道路は駐車場の設備が老朽化している一方で、利益の確保が難しく設備更新費用の回収が見込めないため、今後の安定的な事業継続が困難としている。
そのため、都市計画の変更を行い、現行の占用期限である2026年（令和 8年）3 月31日に駐車場を廃止する都市計画の変更を決定、2024年（令和6年）12月に告示となった。周辺駐車場は多数あるため、代替として、周辺駐車場への案内のための満空情報システムの開発（2024年12月運用開始）や、交通弱者対策として天神地下街駐車場等の車いすスペースの拡大が行われることとなっている。

## 交通アクセス
- 西鉄天神大牟田線：西鉄福岡（天神）駅
- 福岡市地下鉄七隈線：天神南駅
- 福岡市地下鉄空港線：天神駅
- 西鉄バス：天神警固神社前バス停ほか天神地区の各バス停

## 周辺隣接施設
- 福岡市役所
- 中央警察署
- ソラリアプラザ
- 警固神社
- ラブエフエムパークサイドスタジオ